# Nextrom Holding
Die Nextrom Holding S.A. war ein Schweizer Maschinenbauunternehmen in der Prozessindustrie (Maschinen zur Glasfaser-, Kabel- und Drahtherstellung). Die einzelnen Geschäftsbereiche des als Tochtergesellschaft des finnischen Nokia-Konzerns geführten Unternehmens wurden nach einer branchenweiten Strukturkrise ab 2001 schrittweise veräussert und die Nextrom Holding 2005 definitiv aufgelöst.
Das Glasfasergeschäft ist heute in der finnischen Nextrom Oy und das Kabel- und Drahtgeschäft in der in Ecublens (VD) ansässigen Maillefer SA bzw. deren finnischen Schwestergesellschaft Maillefer Extrusion Oy wieder zu finden. Die börsenkotierte Holding ihrerseits wurde nach der vollständigen Auflösung sämtlicher Konzern-Aktivitäten und -Beteiligungen als faktische Mantelgesellschaft 2005 an einen neuen Besitzer verkauft und von diesem in Spirt Avert AG umbenannt.

## Geschichte
Das Unternehmen hatte seine Wurzeln in der 1900 von Charles-Louis Maillefer, Bruder des Gründers von Maillefer SA, in Romainmôtier gegründeten Fabrik für Feilenhaumaschinen.
1987 verkaufte die Besitzerfamilie das Unternehmen an den finnischen Nokia-Konzern, welche Maillefer mit ihrer Tochtergesellschaft Nokia Cable Machinery zur Nokia-Maillefer Gruppe mit Sitz in Morges fusionierte. 1995 wurde das Unternehmen an der Schweizer Börse SWX kotiert, Nokia blieb dabei Mehrheitsaktionär.
In der Folge expandierte die Unternehmensgruppe durch verschiedene Akquisitionen. Auf seinem Höhepunkt im Jahre 1997 erwirtschaftete der Konzern einen Umsatz von 467 Millionen Schweizer Franken und beschäftigte rund 1'200 Mitarbeiter. Danach sah sich das Unternehmen mit einer branchenweiten Krise konfrontiert, in deren Folge die Umsätze und die Margen einbrachen.
Der 1998 in Nextrom Holding umbenannte Konzern richtete im Jahr 2000 den strategischen Fokus auf das Glasfasergeschäft und veräusserte 2001 die Kabel- und Draht-Division unter dem Namen Maillefer an einen private-Equity-Investor. Nebst weiteren Desinvestitionen wurden 2002 auch die Kunststoff Aktivitäten in Mailand und Toronto verkauft.
Der deutlich verkleinerte Konzern beschäftigte danach nur noch 343 Mitarbeiter und erwirtschaftete 2002 noch einen Umsatz von 147 Millionen Franken. Aufgrund eines tiefroten Jahresverlustes von 51 Millionen Franken sah sich das Unternehmen gezwungen, seine Aktivitäten fast vollständig abzustossen. Mit noch rund 150 Mitarbeitern erzielte das Unternehmen 2003 einen Umsatz von noch lediglich 17 Millionen Franken und einen Jahresverlust von 24 Millionen Franken. Der im Jahre 2004 erfolglose Versuch, das Unternehmen auf einer gesunden Basis zu setzen, besiegelte das Ende der industriellen Tätigkeit der Nextrom Holding.
Im Januar 2005 veräusserte Nokia, die bis zu diesem Zeitpunkt einen Stimmenanteil von 86 Prozent an Nextrom Holding hielt, ihre Beteiligung vollständig an die österreichische Knill Gruppe. Im September 2005 verkaufte die Knill Gruppe die Nextrom Holding als faktische Mantelgesellschaft an die CommCept AG, während der operative Teil der Gesellschaft bei der Knill Gruppe verblieben ist und seither als Nextrom OY weitergeführt wird. Nextrom OY mit Hauptsitz in Finnland ist ein Anbieter von Produktionssystemen und Dienstleistungen für die Glasfaserindustrie.